# Georg Christian Oeder

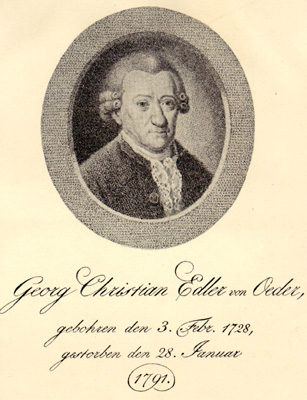
Edler v. Oeder (1728–91)

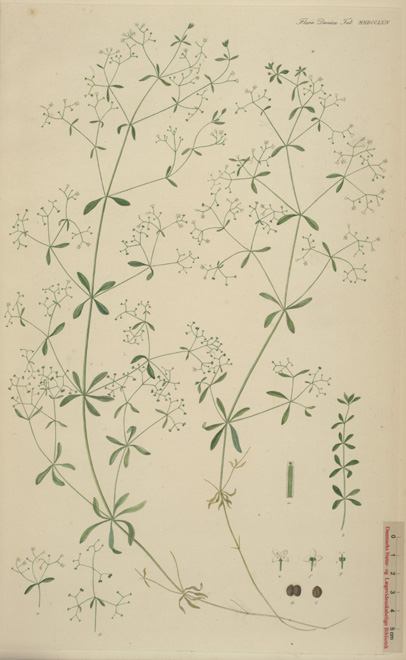
Aus der Flora Danica; handkolorierter Kupferstich, Folio-Format

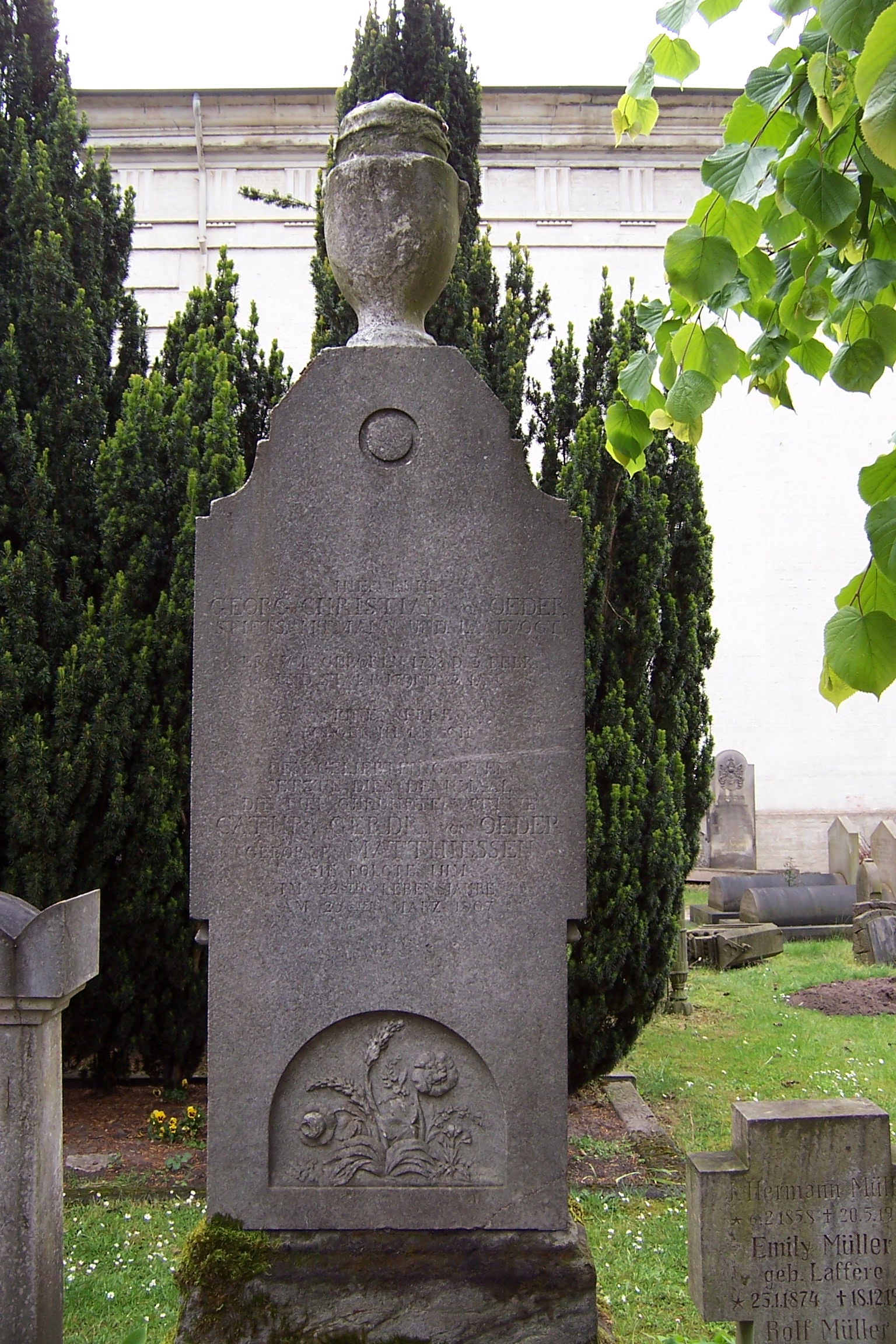
Grabstein auf dem Gertrudenfriedhof in Oldenburg

Georg Christian Oeder, ab 1789 Georg Christian (Edler) von Oeder, auch von Oldenburg, (* 3. Februar 1728 in Ansbach; † 28. Januar 1791 in Oldenburg) war ein deutscher Botaniker, Arzt und Sozialreformer. Besonders bekannt wurde er als Herausgeber der Flora Danica. Sein offizielles botanisches Autorenkürzel lautet „Oeder“.

## Leben und Wirken

### Frühe Jahre
Oeder war der Sohn des Ansbacher Rektors und späteren Pfarrers in Feuchtwangen Georg Ludwig Oeder (1694–1760) und der Margarete Sibylle geb. Hänlein. Sowohl mütterlicher- als auch väterlicherseits stammte er aus bekannten fränkischen Theologenfamilien. Seine Geschwister waren Georg Wilhelm Oeder (1721–1751), Bibliothekar und Pädagoge, Johann Ludwig Oeder (1722–1776), Hofrat und Professor am Collegium Carolinum in Braunschweig sowie der Rat Johann Friedrich Oeder (1729–1772).
Ab dem 16. April 1746 studierte er Medizin an der Universität Göttingen und hörte unter anderem auch Vorlesungen des Schweizer Universalgelehrten Albrecht von Haller. Nach seiner Promotion vom 11. Oktober 1749 ebenfalls in Göttingen ließ sich Oeder zunächst als Arzt in Schleswig, der Residenzstadt des dänisch regierten Herzogtums Schleswig, nieder.

### Eintritt als Botaniker in dänische Dienste
Als 23-Jähriger wurde er durch Johann Hartwig Ernst von Bernstorff nach Kopenhagen berufen, um in den dänischen Staatsdienst zu treten. Eine Anstellung an der Universität scheiterte am Widerstand der Professoren, da Oeder sich in seiner Disputation am 9. Februar 1752 an seine moderne naturwissenschaftlich-experimentelle Ausbildung hielt, während die Universität Kopenhagen der scholastischen Tradition folgte. Weiterhin lässt sich seine deutsche Herkunft als Grund für die Ablehnung vermuten und auch Oeders mangelnde Lateinkenntnisse wurden ihm angelastet. So erhielt Oeder zunächst eine königliche Professur und leitete ab 1752 den von ihm aus den Mitteln der königlichen Partikularkasse angelegten neuen Botanischen Garten, in dem Nutz- und Heilpflanzen angebaut werden sollten, unter anderem für die Apotheke des Frederikshospitals.
Weiterhin wurde Oeder beauftragt, im Sinne des erst spät nach Dänemark gekommenen Merkantilismus zusammen mit anderen Naturwissenschaftlern die natürlichen Reichtümer des Landes zu erforschen.
1752 wurde er zum korrespondierenden Mitglied der Göttinger Akademie der Wissenschaften gewählt.
1753 begann er mit dem Projekt der Flora Danica, einem monumentalen botanischen Atlas der Flora Dänemarks, Norwegens und Islands, mit dessen Herausgabe er 1761 begann. Vorbild war die von Carl von Linné bereits 1745 herausgegebene Flora Suecica. Motivation und Zweck dieses Werkes war es, die Bedeutung des von ihm angelegten Botanischen Gartens herauszustellen und zu unterstreichen. Mit hohen Subventionen finanziert erschien das Werk in Form aufeinanderfolgender Hefte in dänischer, deutscher und lateinischer Sprache und enthielt auch Kupferstiche der Pflanzenwelt Dänemark-Norwegens, der Herzogtümer Schleswig und Holstein und der Grafschaften Oldenburg und Delmenhorst.
Am 6. Mai 1754 erhielt Oeder den Titel Königlicher Professor Botanices und war damit offiziell den Universitätsprofessoren gleichgestellt. Insofern ist auch sein botanische Garten als Alternative zu dem Garten der Universität zu sehen. Seine dort gewonnenen wissenschaftlichen Erkenntnisse sollten allen Interessierten zugänglich sein und auch zur Hebung der Wirtschaftskraft des Landes beitragen. In den folgenden Jahren reiste Oeder durch Deutschland, Frankreich, England und die Niederlande, um Studien für den neuen botanischen Garten zu betreiben und um Pflanzen einzukaufen. Danach besuchte er die dänischen Provinzen und Norwegen. 1759 erhielt er den Auftrag für einen global anzulegenden botanischen Garten, verbunden mit öffentlichen Vorlesungen für ein breiteres Publikum mit dazugehörigen Exkursionen. Ferner sollte er auch eine allgemein zugängliche botanische und naturwissenschaftliche Bibliothek einrichten.

### Weitere Tätigkeit in Dänemark
Hatte Oeder Anfangs seine Forschungen zur Förderung des Wohlstandes des Staates auf die Botanik beschränkt, wandte er sich Ende der sechziger Jahre auch anderen Themen zu, die er unter nationalökonomischen Gesichtspunkten erforschte. Seine erste dahingehende Publikation war bereits 1756 mit Vorschlägen zur Förderung des Seetransports von Landwirtschaftsprodukten erschienen.
Insofern war Oeder nicht nur als Botaniker aktiv. Seine sozialreformerische Schrift: Bedenken über die Frage: Wie dem Bauernstande Freyheit und Eigenthum in den Ländern, wo ihm beydes fehlet, verschaffet werden könne? von 1769 wurde zu einem Meilenstein der Bauernbefreiung. Das Werk erregte nicht nur in Dänemark Aufsehen, doch während er von König Christian VII. eine besondere Belobigung erhielt, wurden Oeders Vorschläge nach kleineren Höfen, die ohne Frondienste bewirtschaftet werden konnten, in den Kreisen der Großgrundbesitzer abgelehnt.
1770 wurde der königliche botanische Garten an die Universität übergeben und Oeder behielt bei gleichen Bezügen die Herausgeberschaft der Flora Danica. In den folgenden Jahren wurde er mit einer Reihe von Sonderaufgaben, wie etwa mit der Durchführung von Impfversuchen gegen die Rinderpest, der Auswertung der ersten dänischen Volkszählung von 1769, der Mitarbeit in einer Agrarreformkommission und der Planung einer Witwenkasse beauftragt. Am 4. Januar 1771 wurde er zum Finanzrat ernannt.
Inzwischen war die politische Führung in Dänemark allmählich von dem psychisch labilen Christian VII. an seinen deutschen königlichen Leibarzt und Geheimen Kabinettsminister Johann Friedrich Struensee übergegangen. Dieser wollte das Land im Sinne der Aufklärung durch Liberalisierung und Humanisierung der Gesellschaft verändern und holte er sich öfter auch bei Oeder Ratschläge, so etwa bei der Neugliederung der Rentkammer, bei einigen Sozialreformen und bei einem Entwurf zur Universitätsreform. Die Epoche Struensee endete allerdings abrupt am 17. Januar 1772, als dieser wegen Machterschleichung und Ehebruch mit der Königin Caroline Mathilde beschuldigt und hingerichtet wurde. Auch Struensees Mitarbeiter und Vertrauten wurden verhaftet oder aus ihren Ämtern gedrängt und so verlor auch Oeder im Juli 1772 sein Amt als Finanzrat. Stattdessen bot man ihm die Position eines Stiftsamtmanns in Bergen an. Diese lehnte er ab und akzeptierte schließlich die Stellung als Stiftsamtmann von Trondheim, erfuhr jedoch noch vor seinem Amtsantritt durch eine Zeitungsnotiz, dass diese Stelle bereits besetzt worden war. Im September 1773 wurde ihm dann die bescheidene Stelle eines Landvogts in der zu Grafschaft Oldenburg angeboten. Da die Rechtswissenschaft ihm fremd war, wollte er die Stelle, die einer Stellung als Richter eines Untergerichts gleichkam, ablehnen, siedelte sich aber doch widerstrebend in Oldenburg an. Seine Flora Danica wurde von anderen Herausgebern weitergeführt.

### Im Dienste Oldenburgs
Als Oeder im Herbst 1773 in Oldenburg eintraf, war zeitgleich bereits der Vertrag von Zarskoje Selo in Kraft getreten und die Grafschaft schied durch Konstitution des Dänischen Gesamtstaats aus dem dänischen Staat aus. Oeder wurde von Herzog Friedrich August in den Dienst des neuen Herzogtums Oldenburg übernommen. Zur Bewältigung seiner Aufgaben in der Jurisprudenz holte sich Oeder häufig bei Gerhard Anton von Halem Rat, der sein enger Freund wurde. Nebenher griff Oeder auch Themen auf, die ihm aus seiner Zeit in Kopenhagen bekannt waren, so etwa die Themen Schutzimpfung, Volkszählung und Witwenversorgung. Mit seinen versicherungsmathematischen Berechnungen für den Aufbau der oldenburgischen Witwenkasse betrat er wissenschaftliches Neuland. Seine Ergebnisse veröffentlichte er sowohl in wissenschaftlichen Artikeln aber er versuchte auch, diese zu verkaufen. In Hamburg wurde nach Planungen Oeders 1778 eine allgemeine Versorgungsanstalt (mit einer „Ersparungskasse“) gegründet und in Oldenburg übernahm er 1779 bei der von ihm eingerichteten Witwenkasse ein Direktorenamt. Oeders Ideen dürften auch auf die Gründung der "Ersparungscasse im Herzogthum Oldenburg" Einfluss genommen haben, die 1786 nach Hamburger Vorbild entstand und seit 1913 als Landessparkasse zu Oldenburg firmiert. Sie gilt heute als älteste noch bestehende Sparkasse der Welt. Aufgrund seiner schon in Kopenhagen erworbenen Kenntnisse über das astronomisch-trigonometrische Verfahren zur Landesvermessung, regte Oeder die Neuvermessung des Herzogtums Oldenburg an, die dann zwischen 1782 und 1785 von dem aus Kopenhagen berufenen Caspar Wessel unter seiner Leitung durchgeführt wurde.
In seiner späten Lebensphase deckten Oeders Interessen eine breite Themenpalette ab. So beschäftigte er sich unter anderem mit der schon damals diskutierten Frage nach einem Kanal zwischen Nord- und Ostsee, zu dem währungspolitischen Problem der Einführung von Papiergeld sowie zum Verhältnis zwischen Militär und Staat. Er unterhielt weiterhin gute Beziehungen nach Dänemark und wurde von dort auch zu politischen Themen befragt, so etwa 1788, als der spätere Außenminister Dänemarks Christian Detlev von Reventlow Oeder um Kommentare zu einem Entwurf für eine Verordnung zur Aufhebung der Frondienste bat.
Zwei Jahre vor seinem Tod erwarb er von Kaiser Joseph II. ein Adelspatent. Oeders Grabspruch auf dem Gertrudenfriedhof in Oldenburg fasst seine Tätigkeitsbereiche zusammen:

„Daniens Blumen und Kräuter sammelt' und flocht er zum dauernden Kranz.

Sichre Pflege danken die Witwen ihm.

Ihn segnet der dänische Landmann, welchem sein kühner Ruf erster Bote der Freiheit ward.“

## Familie
Er heiratete 1755 Charlotte Hedwig Ericius (1728–1776), eine Tochter des königlich dänischen wie auch hochfürstlich glücksburgischen Justizrats Mauritius Christian Ericius (1700–1753) und dessen Ehefrau Anna Magdalena Jonas (1699–1734). Die Ehe blieb kinderlos. Nach ihrem Tod 1776 heiratete er noch im selben Jahr Catharina Gertrud Matthiesen (1755–1807), sie war die Tochter des Großkaufmanns und dänischen Justizrats Conrad Matthiesen (1723–1789) und dessen Ehefrau Agneta Gertrud Fleischer (1728–1795). Das Paar hatte zwei Söhne und eine Tochter. Der spätere oldenburgische Landvogt Conrad Johann von Oeder (1779–1836) war sein Sohn.

## Dedikationsnamen
Die Pflanzengattung Oedera L. aus der Familie der Korbblütler (Asteraceae) wurde nach ihm benannt. Ferner wurden mehrere Pflanzenarten nach ihm benannt: Ihm zu Ehren erhielt das Bunte Läusekraut von Martin Vahl den wissenschaftlichen Namen Pedicularis oederi. Carex oederi bezeichnet eine Gelb-Seggen-Art, Bartramia oederi eine Art der Moosfamilie Bartramiaceae und Plagiopus oederi ist ein Krummfußmoos.

## Werke (Auswahl)
- Nachricht von der Ausgabe eines Werkes, Flora Danica genannt, mit einer Probe-Platte von der Pflanze: Rubus Chamæmorus. Philibert, Kopenhagen 1761.
- Elementa botanicae./ Einleitung zu der Kräuterkenntniss. Zwei Teilbände in einem Band. Philibert, Kopenhagen 1764–66. Mit 14 Kupfertafeln.
- Nomenclator botanicus zum Gebrauche bey der Flora Danica. Heineck und Faber, Kopenhagen 1769.
- Verzeichnis zu der Flora Danica gehörigen, in den Königreichen Dännemark und Norwegen, in den Herzogthümern Schleswig und Holstein, und in den Grafschaften Oldenburg und Delmenhorst wildwachsenden Kräuter. Kopenhagen 1770.
- Bedenken über die Frage: Wie dem Bauernstande Freyheit und Eigenthum in den Ländern, wo ihm beydes fehlet, verschaffet werden könne? Leipzig und Frankfurt 1769.

dazu:
- Bedenken und Zusätze; von neuem aufgelegt sammt Zulagen. Altona 1786.
- Raisonnemens über Wittwen-Cassen. Stein, Kopenhagen 1771.
- Antwort auf J. C. Fabricius Zudringlichkeit in seiner Schrift über die Volks-Vermehrung in Dännemark. 1781.
- Appell an das dänische Publicum. Oct. 1786. 1786.